# Nuits de Chine (chanson)
Pour les articles homonymes, voir Nuit de Chine.
Clip vidéo
[vidéo] « Louis Lynel - Nuits De Chine », sur YouTube
[vidéo] « Nuits de Chine - Gabin -  Belmondo - Un singe en hiver (1962) », sur YouTube
Nuits de Chine est une chanson d'amour française, composée par Louis Bénech, avec des paroles d'Ernest Dumont (du duo Bénech et Dumont), enregistrée par Louis Lynel en 1922, en disque 78 tours chez Disque Pathé. Elle est reprise en particulier en 1962 par Jean Gabin et Jean-Paul Belmondo, en duo a cappella, pour la musique du film Un singe en hiver d'Henri Verneuil et Michel Audiard.

## Histoire
Cette chanson romantique et exotique de Louis Lynel (du duo Bénech et Dumont) est un des grands succès de la chanson française d'entre-deux-guerres. 
Henri Verneuil reprend ce succès populaire pour son film Un singe en hiver de 1962. Jean Gabin la chante à la sortie tardive d'un bar de nuit de Normandie (accompagné en duo par Jean-Paul Belmondo) en rapport à ses souvenirs de jeunesse du Yang-Tsé-Kiang en Indochine « Quand le soleil descend à l'horizon à Saïgon..., Nuits de Chine, nuits câlines, nuits d'amour, nuits d'ivresses, de tendresses, où l'on croit rêver jusqu'au lever du jour... ».
Cette chanson est parfois titrée Nuit de Chine (au singulier), y compris sur des éditions anciennes (disque Pathé n° 5134, 1922, interprétation par Louis Lynel).

## Structure musicale
La chanson est sous-titrée Fox-trot oriental sur les éditions graphiques (petits formats et grands formats pour piano).
Le rythme est binaire  (4/4).
Le refrain est composé de onze vers, dont les trois derniers répètent les trois premiers. 
Il est construit sur la figure de style de l'anaphore, à l'exception des vers 5 à 8, avec la répétition du mot Nuits : de Chine (1 et 9), câlines (2 et 10), d'amour (3 et 11), d'ivresse (4).

## Reprises et adaptations
Quelques reprises et adaptations :   
- 1922 : Louis Lynel (créateur)
- 1956 : Anny Flore (album Cœur de Lilas)
- 1961 : Francis Linel
- 1968 : Jacques Brel, y fait allusion dans les paroles de sa chanson Comment tuer l'amant de sa femme quand on a été élevé comme moi dans la tradition (« Le soir je leur chante Nuits de Chine... »).
- 1970 : Georgette Plana
- 1977 : Jack Lantier
- 1989 : Bambou (album Made In China)
- 2007 : Marc Lavoine en duo avec Bambou (album Les Duos de Marc)

## Littérature
- 1966 : Le Combat des chefs, bande dessinée d'Astérix, adaptée par le barde Assurancetourix en « Nuits latines, nuits câlines, nuits d'... ».
- 1975 : La Vie Privée de Walter Klozett, roman policier San-Antonio de Frédéric Dard (« il pose son menton sur son violon et te mélode Nuits de Chine, nuits câlines, nuits d'amour à la manière de Stéphane Grappelli »).

## Au cinéma et télévision
- 1961 : La Quatrième Dimension, saison 2, épisode 27 (L'Esprit et la Matière) : le personnage installe une feuille de papier dans sa machine à écrire et chantonne le refrain.
- 1962 : Le Caporal épinglé, de Jean Renoir, interprétée par Mario David.
- 1962 : Un singe en hiver, d'Henri Verneuil, reprise a cappella en duo par Jean Gabin et Jean-Paul Belmondo.